# Hay (New South Wales)
Hay ist eine Stadt im Südwesten des australischen Bundesstaates New South Wales. Sie liegt in der Region Riverina und ist das Verwaltungszentrum der Local Government Area Hay Shire. Hay ist das Zentrum eines fruchtbaren Agrardistrikts auf den weiten Ebenen der Umgebung.
Die Stadt liegt nahezu auf halbem Wege zwischen Sydney und Adelaide an der Kreuzung des Sturt Highway und des Cobb Highway. Hay ist ein wichtiger regionaler und nationaler Verkehrsknotenpunkt und liegt am Nordufer des Murrumbidgee River, eines großen Nebenflusses des Murray River.
Bei der Volkszählung im Jahre 2016 wurden 2316 Einwohner gezählt, von denen 9,3 % Aborigines waren. Die Einwohner von Hay sind größtenteils in Australien geboren (79,7 %) und in 84,0 % der Haushalte wird lediglich englisch gesprochen. 26,1 % der Einwohner sind 65 Jahre oder älter – gegenüber 17,2 % in ganz Australien.
Die üblichste Konfession in Hay ist die römisch-katholische mit 26,9 %, gefolgt von der anglikanischen (21,9 %). 24,8 % der Bevölkerung geben an, keiner Konfession anzugehören. Der Lebensmitteleinzelhandel ist der wichtigste Arbeitgeber in Hay, gefolgt von der Lokalverwaltung und der Beherbergung.

## Geographie

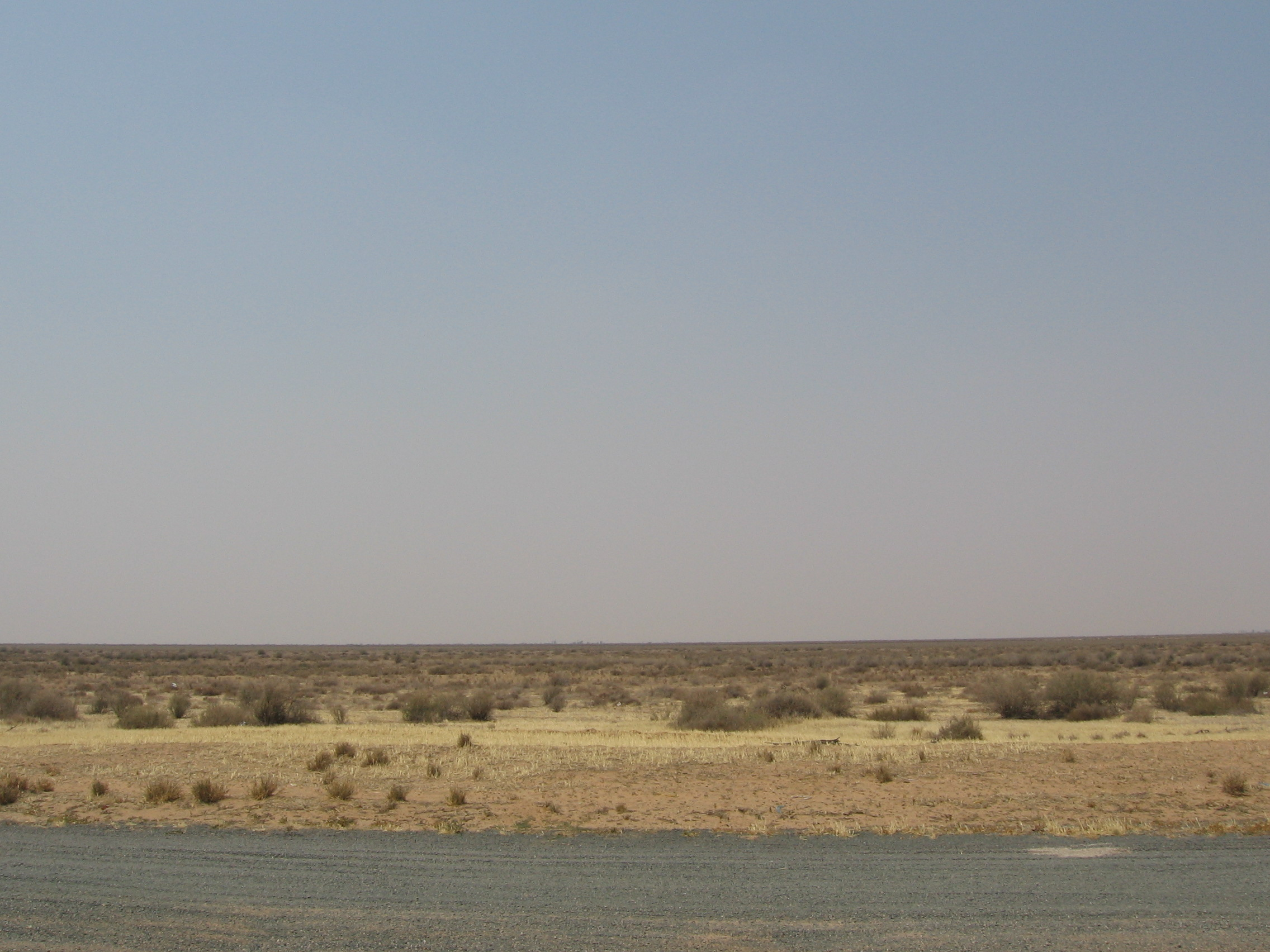
The Old Man Plain, eine weite, mit Melden bestandene Ebene zwischen Hay und Wanganella

Die Riverina-Ebene ist eine alluviale Ebene aus Ablagerungen von Schlick, Lehm und feinem Sand, die hier von den Urströmen des frühen Quartär über älteren Granitfelsen und Sedimenten abgeladen wurden. Der von Schneefällen gespeiste Murrumbidgee River fließt westwärts in weitem Bogen durch diese Ebene, nördlich seines wichtigsten Nebenflusses, des Lachlan River, bis sich beide Flüsse in einem System von Röhrichtsümpfen und Kanälen zwischen Hay und Balranald verbinden. Südlich des Murrumbidgee River entsteht der Billabong Creek aus verschiedenen Bächen und mündet dann in den Edward River, einen Seitenarm des Murray River. Die Pflanzengemeinschaften entlang der Flusskorridors bei Hay bestehen im Allgemeinen aus Wäldern mit verschiedenen Eukalyptusarten (Eucalyptus camaldulensis und Eucalyptus largiflorens).
Die nicht in unmittelbarer Nähe des Flusses gelegene, fast baumlose Ebene in der Umgebung von Hay besteht aus grauem Lehm und roten Erden. Meldenbuschland mit Unterwuchs aus Gräsern und Wildblumen war die typische Vegetation zur Zeit der Landbesiedelung durch die Europäer. Inzwischen sind aber die Melden nach Jahrzehnten der Überdüngung, des Tierfraßes durch Kaninchen und der großangelegten landwirtschaftlichen Nutzung, insbesondere in den flussnahen Gebieten und denen in der Nähe von Bewässerungskanälen, wesentlich zurückgegangen. In den Ebenen um Hay findet man ein komplexes System von flachen Bachbetten und trockenen Seen, unterbrochen durch vom Wind aufgehäuften Sanddünen, auf denen oft Schmuckzypressen wachsen.
Klimaaufzeichnungen gibt es in Hay seit 1877. Die Temperaturextreme kommen über das Jahr verteilt recht häufig vor: Die mittlere maximale Monatstemperatur im Januar beträgt 32,9 °C und die mittlere minimale Monatstemperatur im Juli beträgt 3,5 °C. Die höchste jemals in Hay gemessene Lufttemperatur war 42,7 °C im Februar, die geringste war −3,6 °C im Juni. Der mittlere jährliche Niederschlag liegt bei 367,2 mm.
|                       | Jan  | Feb  | Mär  | Apr  | Mai  | Jun  | Jul  | Aug  | Sep  | Okt  | Nov  | Dez  |   |       |
| Mittl. Tagesmax. (°C) | 32,9 | 32,6 | 29,2 | 24,0 | 19,3 | 15,8 | 15,1 | 17,2 | 20,7 | 24,4 | 28,4 | 31,2 | ⌀ | 24,2  |
| Mittl. Tagesmin. (°C) | 16,5 | 16,4 | 13,7 | 9,9  | 6,7  | 4,5  | 3,5  | 4,5  | 6,6  | 9,4  | 12,4 | 14,9 | ⌀ | 9,9   |
|                       |      |      |      |      |      |      |      |      |      |      |      |      |   |       |
| Niederschlag (mm)     | 27,7 | 27,9 | 29,7 | 28,4 | 35,8 | 36,0 | 30,5 | 32,2 | 32,2 | 36,0 | 24,2 | 26,5 | Σ | 367,1 |

| 16,5 |

| 16,4 |

| 13,7 |

| 9,9 |

| 6,7 |

| 4,5 |

| 3,5 |

| 4,5 |

| 6,6 |

| 9,4 |

| 12,4 |

| 14,9 |

| 16,5 |

| 16,4 |

| 13,7 |

| 9,9 |

| 6,7 |

| 4,5 |

| 3,5 |

| 4,5 |

| 6,6 |

| 9,4 |

| 12,4 |

| 14,9 |

## Geschichte
Die Aborigines-Gemeinden in der westlichen Riverina gab es traditionell in den etwas besser bewohnbaren Flusskorridoren und in den Röhrichtfeldern der Region. Die Gegend um Hay wurde zur Zeit der europäischen Besiedelung von mindestens drei separaten Aboriginesgruppen beansprucht. Das Gebiet unmittelbar um die heutige Stadt scheint das Aktionsgebiet der Nari Nari vom unteren Murrumbidgee River und der Wiradjuri vom westlichen Landesinneren des heutigen New South Wales gewesen zu sein.
Ende 1829 zogen Charles Sturt und seine Männer mit Pferden und Wagen entlang des Murrumbidgee River. Sie ließen ihr Walboot in der Nähe der Mündung des Lachlan River in den Murrumbidgee River zu Wasser und setzten ihre Reise mit ihm zum Murray River und schließlich bis zum Meer am Lake Alexandrina fort und kehrten dann auf demselben Wege zurück. Ende der 1830er-Jahre brachte man regelmäßig Viehherden über den unteren Murrumbidgee River nach South Australia. Zur gleichen Zeit zogen Viehtreiber entlang des Lachlan River, des Murrumbidgee River, des Billabong Creek und des Murray River westwärts. 1839 waren alle Flussufer in der Nähe des heutigen Hay von Siedlern besetzt. Mitte der 1850er-Jahre waren Viehweiden in der westlichen Riverina gut eingeführt und ertragreich. Das nahe gelegene Victoria zur Zeit des Goldrausches waren ein wachsender Markt für Vieh. Die fruchtbare Riverina wurde zu einer Art Lager, von dem aus der Markt in Victoria, soweit notwendig, beschickt werden konnte. Eine der üblichen Viehrouten Mitte der 1850er-Jahre überquerte den Murrumbidgee River bei Lang's Crossing.

### Lang's Crossing

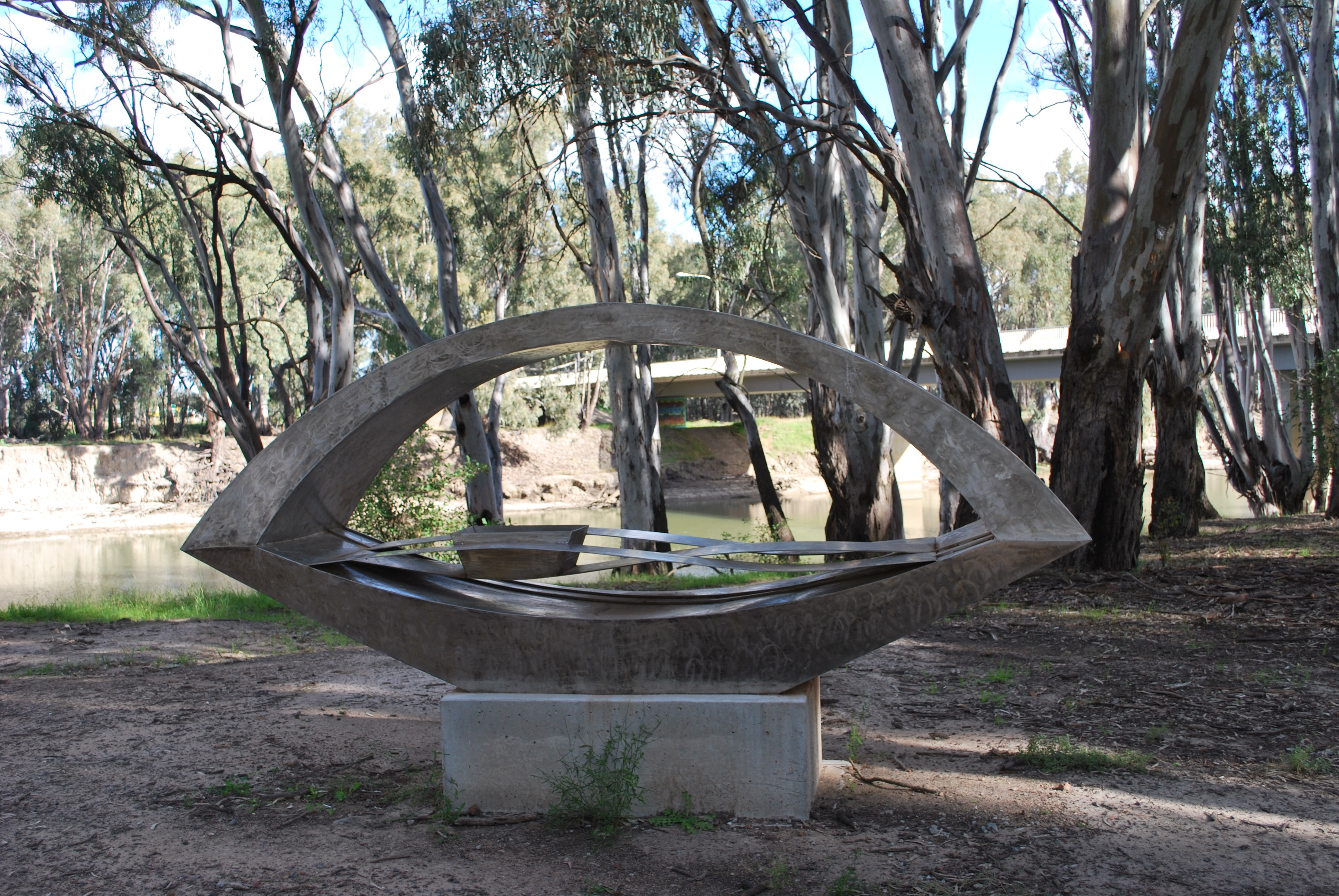
Eine Skulptur von John Wooller mit dem Titel Lang's Crossing am Ufer des Murrumbidgee River

Der Ort, an dem später die Stadt Hay entstand, war ursprünglich als Lang's Crossing bekannt. Er war nach drei Brüdern namens Lang benannt, die Pächter von Viehtriebrouten am Südufer des Flusses waren. Es war der Übergang einer viel benutzten Viehtriebroute namens The Great North Road über den Murrumbidgee River, die zu den Märkten in Victoria führte. In den Jahren 1856–1857 setzte Captain Francis Cadell, Dampfschifffahrtspionier am Murray River, einen Agenten in Lang’ Crossing ein, der die Aufgabe hatte, – anfangs in einem Zelt – ein Geschäft einzurichten. Im Dezember 1857 zog Thomas Simpson aus Deniliquin hierher und gründete eine Schmiede und einen Hausstand. Sechs Monate später kam der kanadische Reeder Henry Leonard hier an. Er baute ein Hotel und ein Gästehaus in der Nähe von Simpsons Gebäuden und installierte eine Seilfähre über den Fluss. Im August 1858 fuhren Dampfschiffe der beiden rivalisierenden Eigner Francis Cadell und William Randell auf dem Murrumbidgee River bis Lang's Crossing; Cadells Dampfschiff Albury fuhr sogar noch weiter flussaufwärts bis nach Gundagai.
Henry Jeffries, der Pächter der Illilawa Station (die Lang's Crossing an ihrem westlichen Ende einschloss) störte sich sehr an Henry Leonards Aktivitäten. Drohungen gegen seine Fähre zwangen Leonard, diese mit dem Gewehr im Anschlag zu bewachen. Ein Versuch von Jeffries, Leonards Hotel einzureißen, als es noch im Bau war, führte zu einem Aufschrei von denen, die eine Siedlung an dieser Stelle befürworteten. Infolgedessen sandte die Regierung von New South Wales einen Landvermesser, der ein Siedlungsgebiet für die neue Stadt einmaß. Henry Leonard vollendete sein Hotel und eröffnete es am 30. Oktober 1858. Das Murrumbidgee Punt Hotel wird als großes, mit Holzbrettern verkleidetes Gebäude mit Schindeldach und einer schönen Veranda an der Hausfront entlang geschildert. Mitte 1859 hatte das Department of Lands Siedlungsflächen auf beiden Flussufern ausgewiesen und Henry Shiell zum Polizeimagistrat ernannt. Im Oktober 1859 wurde die Siedlung in Hay nach dem Politiker John Hay, einem reichen Siedler von oberen Murray River, Mitglied der Gesetzgebenden Versammlung von New South Wales und Secretary of Lands and Works, umbenannt. Ende desselben Monats wurde Regierungsland in Hay verkauft.

### Hays erste Jahrzehnte 1859–1880
Das erste Postamt in Lang's Crossing eröffnete am 16. April 1859 und wurde 1861 in Hay Post Office umbenannt. Anfang 1860 entstand ein Gerichtsgebäude in Ziegelbauweise und ein Gefängnis in Hay (dort, wo heute das Postamt steht).
Eine Volkszählung im April 1861 ergab 172 Einwohner, davon 115 Männer (25 davon 15 Jahre oder jünger) und 57 Frauen (23 davon 15 Jahre oder jünger). Von den 90 Männern im Alter von mindestens 16 Jahren waren 38 % verheiratet oder verwitwet; von den 34 Frauen im Alter von mindestens 16 Jahren waren 76 % verheiratet oder verwitwet. Die Volkszählung benennt auch die Gebäude der neuen Siedlung: 4 Ziegelgebäude, 17 Gebäude mit Holzverkleidung, in Blockbauweise oder leichteren Strukturen und 14 Zelte.
Im April 1861 wurden zwei neue Genehmigungen zum Bau von Hotels in Hay ausgegeben: Thomas E. Blewett und George Dorward errichteten das Caledonian Hotel und Thomas Simpson das Argyle Hotel. Beide Hotels wurden nebeneinander in der Lachlan Street gebaut. Im Laufe des Jahres 1862 schloss das Argyle Hotel bereits wieder und wurde zum Verkauf angeboten. Im September 1865 eröffnete es George Maiden kurz wieder als Royal Mail Hotel. Im Februar 1866 kaufte Christopher Ledwidge, Eigner des Caledonian Hotel seit 1864 das Royal Mail Hotel und verschmolz beide Hotels miteinander. Leider wurde das Caledonian Hotel 2006 bei einem Brand stark beschädigt und 2007 abgerissen.
Laut der Volkszählung in der Kolonie New South Wales im Jahre 1871 lebten in der Siedlung Hay 664 Einwohner, 388 davon männlich und 276 weiblich. Der Anteil der Jugendlichen unter 16 Jahren stieg von 28 % im Jahre 1861 auf 38 % im Jahre 1871.
Im November 1871 sandten die Einwohner von Hay eine Petition an die Regierung mit der Bitte, ihre Siedlung zur Stadt zu erheben. Die Wahl der Beigeordneten wurde 1872 abgehalten. Bei der ersten Versammlung des Stadtparlaments wurde Frank Johns, ein örtlicher Geschäftsmann, zum Bürgermeister gewählt.
Die erste Brücke über den Murrumbidgee River wurde 1872 gebaut und kostete £ 20.000. Die Konstruktion beinhaltete einen Drehbrücke im Mittelteil, die eine Öffnung zum Passieren der Dampfschiffe ermöglichte. Durch den Bau der Zufahrten verzögerte sich die Eröffnung der Brücke, die schließlich am 31. August 1874 durch den Colonial Secretary of New South Wales, Henry Parkes, erfolgte. Im Juni 1973 wurde die alte Brücke durch eine neue ersetzt. Die alte Brücke in Hay wurde anschließend abgebrochen. Der Drehteil, der zuletzt im Juni 1946 genutzt wurde, wurde an der Flussbiegung, etwas nördlich des Standortes der alten Brücke, aufgebaut.

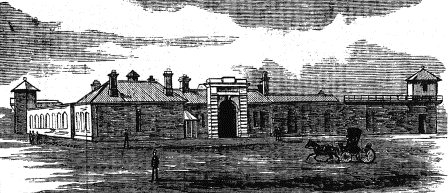
Skizze des Gefängnisses von Hay (1881)

Hay entwickelte sich zum wichtigen Zentrum für seine Umgebung. Viehweiden rund um die Stadt waren die wichtigsten Arbeitgeber. Mit seinen Geschäften, Hotels, dem Krankenhaus, dem Postamt, den Banken, dem Gerichtsgebäude und der Polizeistation wurde Hay zu einem wichtigen Anziehungspunkt für Landarbeiter und Siedler gleichermaßen. Speditionen, Dienstleistungsbetriebe, Wollaufkäufer und Viehhändler ließen sich in Hay nieder und die Stadt wurde zum geschäftigen Binnenhafen. Güter für die Stadt und die umgebenden Viehzuchtstationen wurden von den Dampfschiffen und Barken entladen und Wollfallen für die Rückfahrt (üblicherweise nach Echuca, das 1864 über die Schiene nach Melbourne angebunden war) geladen.
In den Jahren 1879 und 1880 baute eine örtliche Baufirma, Witcombe Brothers, ein neues Gefängnis, der den alten Knast in der Lachlan Street (neben dem heutigen Postamt) ersetzte. Das neue Gefängnis von Hay wurde im Dezember 1880 eröffnet.

### Konsolidierung: 1881–1914

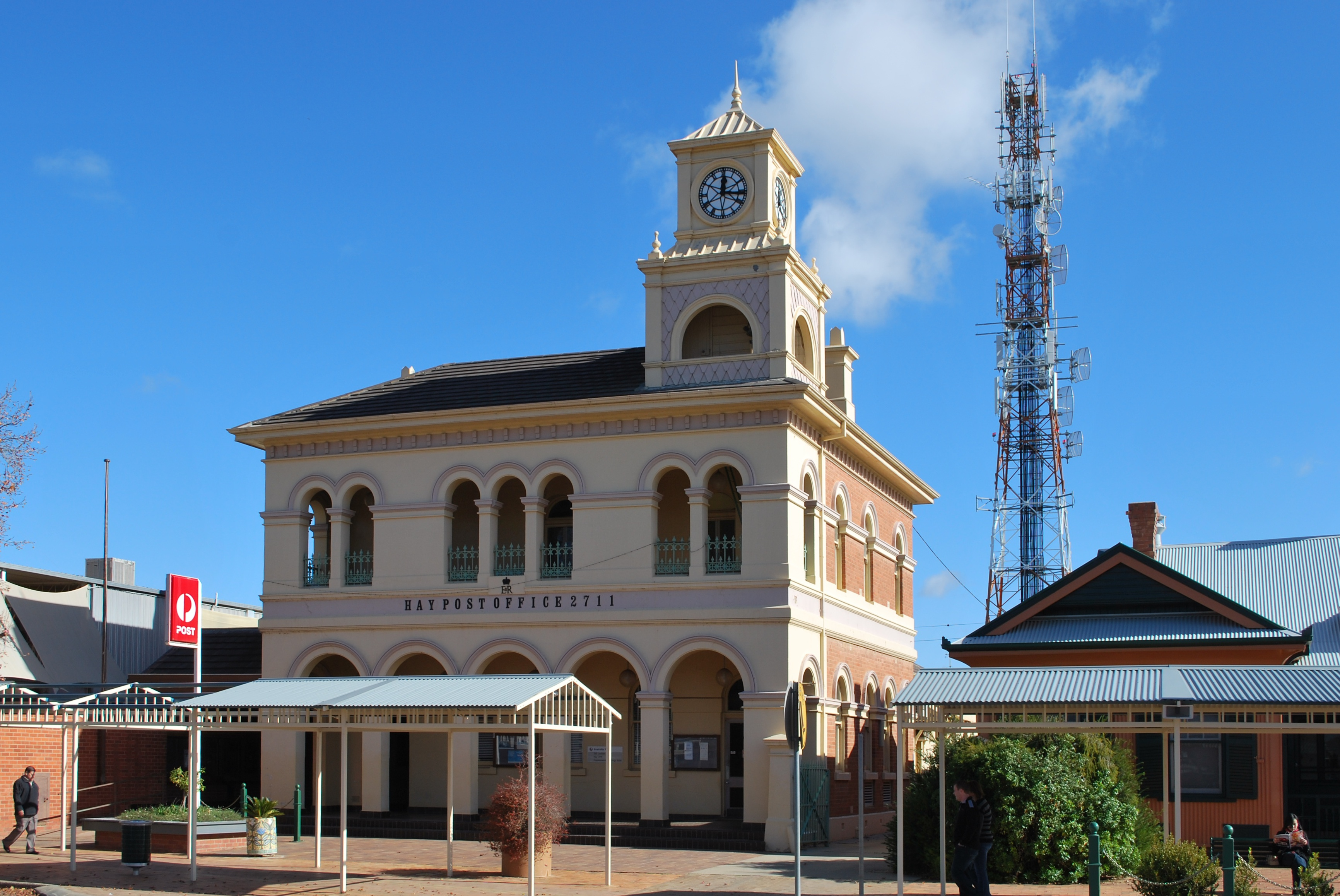
Postamt in der Lachlan Street (1881)

In den Jahren 1881 und 1882 wurde die Eisenbahnlinie von Narrandera bis Hay verlängert und ein neuer Bahnhof in Hay gebaut. Die neue Linie, die Hay direkt mit Sydney verband, wurde im Juli 1882 eröffnet. Mit der Verlängerung der Eisenbahn von New South Wales nach Hay verlor der Transportweg für die Wolle auf dem Fluss an Bedeutung. Die örtliche Wirtschaft orientierte sich nun weniger nach Melbourne und mehr nach Sydney. Die Preispolitik der Eisenbahn war so ausgelegt, dass der Wolltransport mit dem neuen Verkehrsmittel für die Schafstationen im größten Teil der Riverina günstiger als der Transport per Schiff wurde.
1883 wurde die ausgedehnte anglikanische Diözese Goulburn aufgeteilt, wobei deren westlicher Teil den größten Teil der neu gebildeten Diözese Riverina bildete. Hay war der neue Bischofssitz und ‚’Sydney Linton’’ wurde am 1. Mai 1884 in der St Paul’s Cathedral in London zum ersten Bischof geweiht. Linton und seine Familie reisten nach Sydney und dann weiter nach Hay, wo er am 18. März 1885 in der alten St.-Pauls-Kirche inthronisiert wurde. Die neue St.-Pauls-Kirche – Hauptkirche der neuen Diözese – wurde Ende 1885 fertiggestellt. 1889 wurde die Bischofsresidenz in South Hay vollendet. Die Konstruktion und die verwendeten Materialien der mit Wellblech verkleideten Bishop's Lodge sollten den extremen klimatischen Bedingungen von Hay Rechnung tragen. Bis 1953 blieb Hay der Sitz des anglikanischen Bischofs; dann wurde er nach Narrandera verlegt.
Der Schriftsteller Joseph Furphy lebte in den 1870er-Jahren in Hay und arbeitete als Fahrer eines Ochsenkarrens. Furphy ließ später seine Novelle Such is Life (veröffentlicht 1903) in der Umgebung von Hay spielen.

### Erster Weltkrieg und die Folgen
Im Ersten Weltkrieg wurden 641 Männer aus Hay und Umgebung eingezogen (eine der höchsten Pro-Kopf-Verpflichtungen in ganz Australien). Jeder sechste eingeschriebene Mann fiel im Felde, was furchtbare Auswirkungen auf die eng verstrickten Gemeinden des Distrikts hatte.
1919 wurde ein Vorschlag zum Bau einer High School in Hay in Erinnerung an die im Ersten Weltkrieg Gefallenen des Distrikts angenommen. Die Hay War Memorial High School wurde am ANZAC Day 1923 eröffnet; Mr. L. E. Penman’’ war der erste Direktor der Schule.

### Internierte und Kriegsgefangene

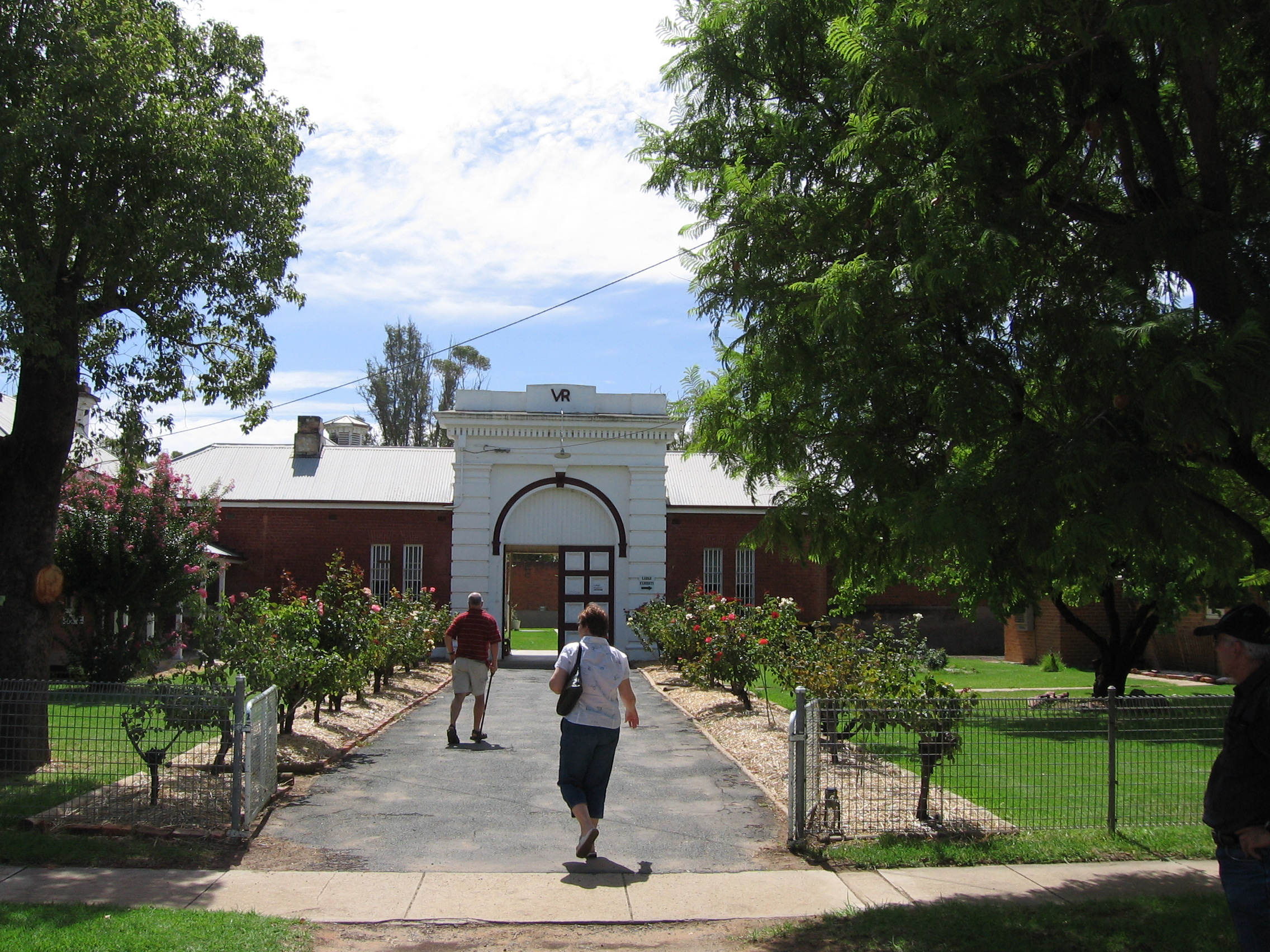
Das Gefängnis von Hay ist heute ein Museum, in dem die wechselvolle Vergangenheit des Gebäudes als Gefängnis, Kriegsgefangenenlager und Mädchenpensionat dargestellt ist.

Im Zweiten Weltkrieg diente Hay als Lager für Internierte und Kriegsgefangene, vor allen Dingen, weil es so weit im Outback lag. Drei Hochsicherheitslager wurden 1940 dort gebaut. Die ersten Insassen waren über 2.000 Flüchtlinge aus Nazi-Deutschland und Österreich, viele davon Juden. Sie waren in Großbritannien interniert worden, als die Furcht vor einer deutschen Invasion ihren Höhepunkt erreichte, und wurden an Bord der Dunera nach Australien deportiert. In Hay kamen sie am 7. September 1940 mit vier Eisenbahnzügen aus Sydney an. Sie wurden in den Lagern 7 und 8 (in der Nähe des heutigen Messegeländes) unter Bewachung des 16. Garnisonsbataillons der Australian Army interniert. Im November 1940 wurde ein weiterer Komplex in Hay, Lager Nr. 6 (in der Nähe des Krankenhauses), mit zivilen Internierten aus Italien belegt. Im Mai 1941 wurden die Lager 7 und 8 wieder frei, als die Internierte von der ‚’Dunera’’ verlegt wurden. Einige von ihnen kamen nach Orange, andere nach Tatura in Victoria, wieder andere schlossen sich dem Pioniercorps der Australian Army an. Als die Deutschen und Österreicher verschwunden waren, wurden italienische Kriegsgefangene in Lager 7 und 8 eingeliefert. Im Dezember 1941 wurde japanische Internierte, z. T. aus Broome und von den Inseln nördlich von Australien, nach Hay gebracht und im Lager 6 untergebracht. Ab dem April 1942 gab es die River Farm an der östlichen Stadtgrenze, wo die italienischen Internierten und Kriegsgefangenen Gartenbau und andere landwirtschaftliche Aktivitäten betreiben konnten. Im Februar 1945 wurde als Folge des großen Gefangenenausbruchs von Cowra eine große Zahl japanischer Kriegsgefangener nach Hay in die drei Hochsicherheitskomplexe verlegt. Am 1. März 1946 wurden diese Gefangenen in fünf Eisenbahnzügen nach Tatura geschickt. Im Laufe des Jahres 1946 wurden die Italiener, die in Hay verblieben waren, nach und nach entlassen oder in andere Lager verlegt. Die Lager in Hay wurden abgerissen und die daraus resultierenden Materialien und Einrichtungen im Juni des darauffolgenden Jahres verkauft.
Die erste Gruppe der Internierten wurden in Hay bald 'Dunera Boys' genannt. Die Internierung dieser Flüchtlingsgruppe, die von der Nazi-Verfolgung in Europa gerettet wurde, war ein wichtiger Meilenstein in der Kulturgeschichte Australiens. Weniger als die Hälfte der in Hay Internierten blieben nach ihrer Freilassung in Australien. Der Einfluss dieser Gruppe von Männern auf die Kultur, die Wissenschaft und die Geschäftswelt in Australien kann gar nicht überschätzt werden; sie wurden zu einem integrierten und geschätzten Teil des kulturellen und intellektuellen Lebens der Nation. An die ‚Dunera Boys’ erinnert man sich in Hay heute noch gerne; jedes Jahr wird in der Stadt der Dunera Day abgehalten, an dem viele überlebende Internierte an den Ort ihrer früheren Gefangenschaft zurückkommen.

## Verkehr
Der Bahnhof von Hay ist der Endbahnhof der Nebenlinie nach Hay, die von der Main South Line abzweigt. Aber dieser Bahnhof ist geschlossen, auch wenn er in präsentablem Zustand ist. Einige wenige alte Eisenbahnwaggons stehen als Teil eines Museums an den Bahnsteigen.
Auf der Straße ist Hay über den Sturt Highway zu erreichen. Buslinien gibt es nach Cootamundra, von wo es Eisenbahnanschlüsse nach Sydney und Melbourne gibt, und auch nach Mildura.

## Landwirtschaft
Hay ist das Zentrum einer der wichtigsten Schafzuchtgebiete Australiens. Es gibt ca. 26 Schafstationen um die Stadt. Auch die Kälberzucht für die Schlachtung oder in den letzten Jahren zunehmend den Weiterverkauf an Mastbetriebe ist sehr verbreitet. Auf künstlich bewässerten Flächen werden Gemüse, wie Salat, Kürbisse, Tomaten, Knoblauch, Honigmelonen, Wassermelonen und Broccoli, und Mais angebaut. Hay ist der wichtigste Lieferant von Färberdisteln, Salat und Broccoli in der Riverina.
In den letzten Jahren wurden auch Reis und Baumwolle um Hay angebaut. Kältere Wachstumsperioden schadeten dem Baumwollanbau, ließen aber die Reisanbaufläche von 400 ha in den Jahren 1991 / 1992 auf über 7.000 ha in den Jahren 1997 / 1998 anwachsen. 2002 wurden 75.375 to. Reis geerntet. In einem Reisdepot am Stadtrand können 32.000 to. Reis vor der Lieferung an die Mühle in Deniliquin getrocknet werden.

## Sport

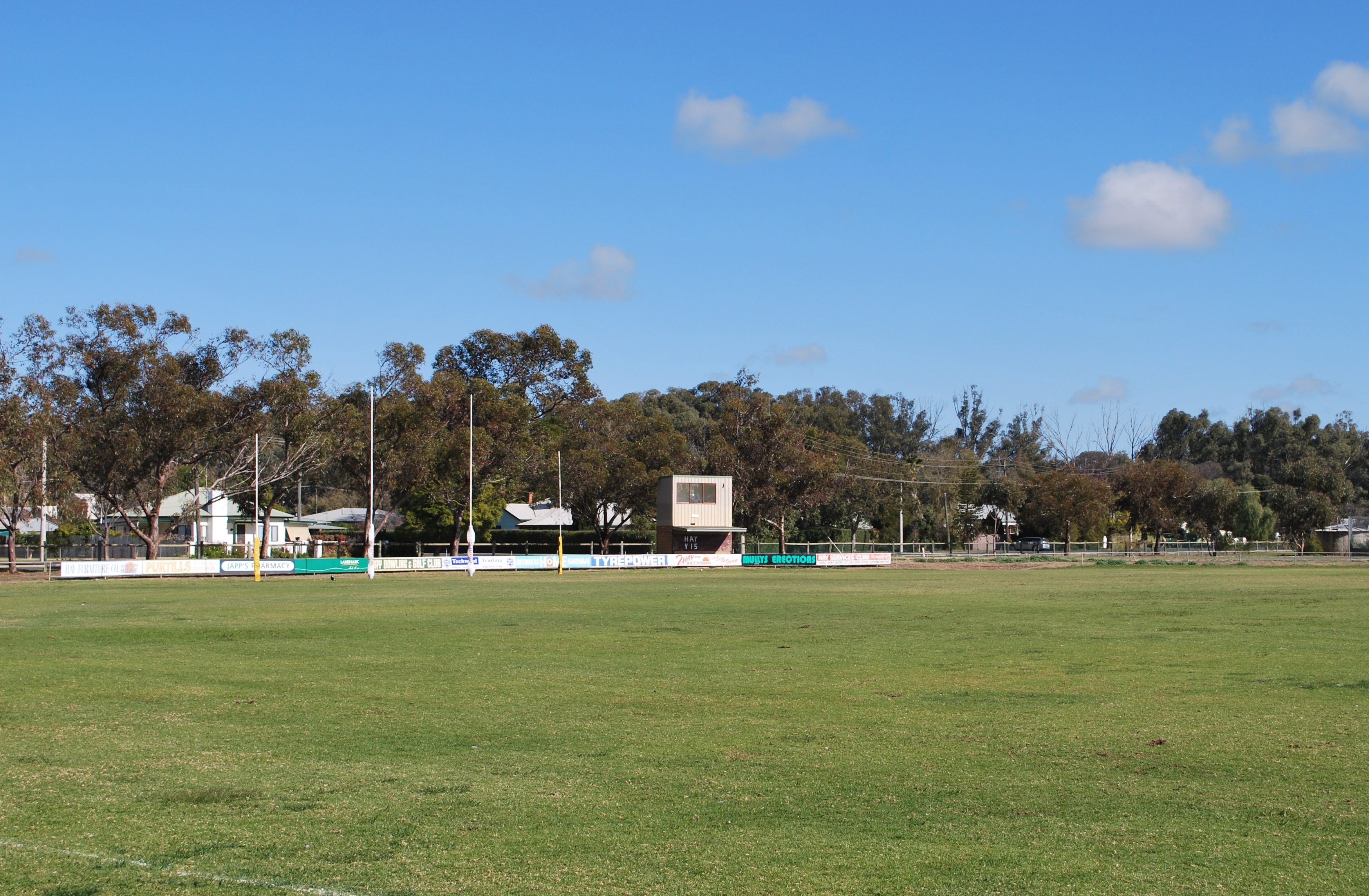
Heimatstadion der Hay Lions, des örtlichen Australian Football Clubs

In Hay kann man, wie in den meisten Städten der Riverina, viele Sportarten betreiben und es gibt viele Sportvereine, wie z. B. in allen Ligen des Football und Rugby.
Die Hay Magpies spielen in der Rugby League in der South West Riverina namens Group 17, die von der New South Wales Rugby League beherrscht wird. In der Geschichte der Group 17 war Hay das erfolgreichste Team, das 12 Meisterschaften gewonnen hat. 2007 wechselten die Magpies aus der Group 17 in die Group 20.
Das örtliche Team in der Rugby Union sind die Hay Cutters, die in der Southern Inland Rugby Union gegen Teams wie Tumut und Albury spielen.
Die Hay Lions sind der Australian-Football-Club und spielen in der ‚’Golden Rivers Football League’’, in der einige andere kleine Städte im nördlichen Victoria und der westlichen Riverina spielen.
Der Hay Jockey Club trägt jährlich im November ein populäres Pferderennen aus, das als „Biggest Day in the Year“ beworben wird. Obwohl es sich hierbei um ein professionelles Rennen handelt, das von der TAB unterstützt wird, hat es sich den Charakter eines Picnic Race (Amateurrennen für Vollblutpferde) erhalten.

## Zeitung
Der Riverine Grazier ist die lokale Wochenzeitung, die erstmals 1873 herauskam. Die Zeitung hat eine Auflage von 5.000 und ist in den Gebieten von Hay, Booligal, Balranald und Ivanhoe erhältlich. Er kommt jeden Mittwoch heraus. Es gibt auch Tageszeitungen aus Griffith, Sydney und Melbourne in Hay.

## Persönlichkeiten
- Theodore Tartakover (1880–1945), Schwimmer